# USS Monterey (BM-6)
Монітор «Монтерей» (англ. USS Monterey (BM-6)) — великий морехідний монітор, побудований для ВМС США у 1889—1893 роках. Перший американський монітор, закладений з 1877 року. Призначався для оборони узбережжя. Брав участь в Іспано-американській війні, під час якої здійснив перехід через Тихий Океан на Філіппіни. Після війни служив на Тихому Океані, захищаючи інтереси американських громадян у Китаї. Списано у 1921 році.

## Історія
У 1880-х роках американський уряд докладав значних зусиль до відновлення боєздатності флоту США, який за два десятиліття майже повного забуття опинився в абсолютно неприйнятному стані. Все ще домінуюча у суспільній думці американців доктрина ізоляціонізму призвела, однак, до того, що замість створення океанського флоту, здатного вести наступальні дії, зусилля були спрямовані на інші напрями: крейсерську війну (яку розглядали як засіб стримування потенційного противника від нападу) і берегову оборону.
В той час американські адмірали все ще вважали великі, «океанські» монітори ідеальними бойовими кораблями, абсолютизуючи досвід Громадянської Війни 1861—1865 років (вже застарілий). У 1874—1896 роках чотири великих старих монітори побудови 1864—1865 років були «капітально модернізовані» і перебудовані в нові кораблі типу «Амфітріта». Цього, однак, було недостатньо; зокрема, гостро не вистачало кораблів для захисту американського Західного узбережжя США, яке тепер мало значно більше економічне значення, ніж раніше.
У 1887 році Конгрес схвалив побудову нового монітора для захисту портів Західного Узбережжя.

## Конструкція
Початковий проект монітора «Монтерей» був складений в 1887 році як спроба втілити і інтегрувати всі новітні (з американської точки зору) досягнення науки і техніки. Це повинен був бути порівняно невеликий низькобортний броненосний корабель водотоннажністю близько 4000 тонн. Його гармати мали були бути встановлені на «підйомних» (для перезаряджання опускалися під захист броні) носової і кормової барбетних установках. При цьому в носовій установці передбачалося встановити монструозну 402-міліметрову гармату, вагою понад 110 тонн. У кормовій установці передбачалося встановити меншу 305-мм гармату, і додатково, корабель повинен був бути озброєний пневматичною динамітною гарматою, що стріляла по навісній траєкторії динамітними опереними снарядами (стріляти з зі звичайної гармати начиненими динамітом снарядами було неможливо. оскільки вони б вибухали у стволі).
Таке озброєння було явно занадто важким для невеликого корабля. Ситуація ускладнювалася тим, що 402-мм гармати не існувало навіть у проекті. У результаті, в 1889 році проект був радикально переглянутий на користь полегшення озброєння і спрощення конструкції. Барбетні установки, визнані застарілими, були замінені баштовими, а плановане озброєння тепер складалося з чотирьох 305-мм гармат. Однак, і таке озброєння виявилося занадто важким, і проект був перероблений ще раз.
В остаточній версії проекту, корабель став класичним двобаштовим монітором, мав низький борт, малу осадку і гладку палубу. Між баштами була встановлена висока надбудова для покращення умов для екіпажу.

### Озброєння
Озброєння «Монтерея» складалося з двох обертових броньових башт з гарматами різних типів. Носова башта була озброєна двома 305-мм/35-каліберними гарматами, а кормова — двома 254-мм/30-каліберними гарматами. Таке незвичайне розташування, хоча й ускладнювало керування вогнем, було обрано задля економії ваги. З урахуванням невеликої дальності бою, для якого створювалися монітори, подібна «різнокаліберність» не була, втім, критичним недоліком.
305-мм гармати були достатньо вдалими зразками, які мали прийнятну швидкострільність — приблизно 1 постріл у хвилину і дальність стрільби 395-кг снарядом з початковою швидкістю 640 метрів у секунду до 11 кілометрів. На граничній дистанції бронебійний снаряд міг пробити 220-мм броньову плиту, загартовану за методом Гарвея. Проте, баштові установки не були збалансовані і під час їх розвороту на борт, монітор отримував крен. Башти обертали гідравлічні механізми.
254-мм гармати мали велику дальність (близько 18 км при максимальному куті піднесення. Однак системи керування вогнем того часу забезпечували враження на такій дистанції лише цілей з великою площею, таких як фортеці. Через короткий ствол гармати мали малу початкову швидкість снаряду і бронебійність. Їх установки також були гідравлічними.
Призначене для захисту проти міноносців озброєння корабля складалося з шести 6-фунтових гармат на даху надбудови, чотирьох 1-фунтових гармат Дріггса-Шредінгера на марсі щогли та кулеметів Кольта. Корабель був оснащений тараном, але не мав торпедного озброєння.

### Бронювання
Закладений пізніше моніторів типу «Амфітрита», «Монтерей» був значно краще захищений. Його броня була виготовлена з сталевих плит, загартованих за методом Гарвея, і значно переважала примітивні сталево-залізні плити його попередників. Монітор мав потужний і міцний броньовий пояс, котрий мав уздовж верхнього краю товщину 330 міліметрів, але до нижньої окрім звужувався до 140 міліметрів.
Його башти, що обертались, були встановлені на нерухомих барбетах, що дозволяло підняти гармату вище над рівнем води (поліпшивши можливість вести вогонь у неспокійну погоду), і підсилити захист підбаштового відділення. Барбети мали товщину від 290 до 330 міліметрів, у той час як рухомі частини — від 180 до 210 міліметрів. Броньова палуба монітора мала товщину близько 78 міліметрів, а рубка була захищена 254-мм плитами.
В цілому бронювання «Монтерея» цілком забезпечувало (особливо з урахуванням того, що монітор з невисоким бортом являв собою дуже невелику мішень) досить надійний захист від артилерії того часу. Щоб ще більше збільшити переваги низького силуету, конструктори передбачили в корпусі монітора баластні цистерни, які перед боєм могли бути заповнені водою. При цьому надводний борт монітора майже ховався під водою, що робило неможливим влучання в борт корабля зі скільки-небудь значної дистанції. Однак, це конструктивне рішення знижувало і без того недостатній запас плавучості корабля, і крім того могло бути використане тільки при дуже спокійному морі.

### Силова установка
«Монтерей» був оснащений двома вертикальними машинами потрійного розширення, потужністю близько 4000 кінських сил. Деяким анахронізмом було застосування котлів Бебкокса-Вілкокса замість звичайних циліндричних. Швидкість корабля за гарної погоди досягала 13 вузлів (однак у повсякденній службі корабель рідко розвивав більше 7).

## Служба

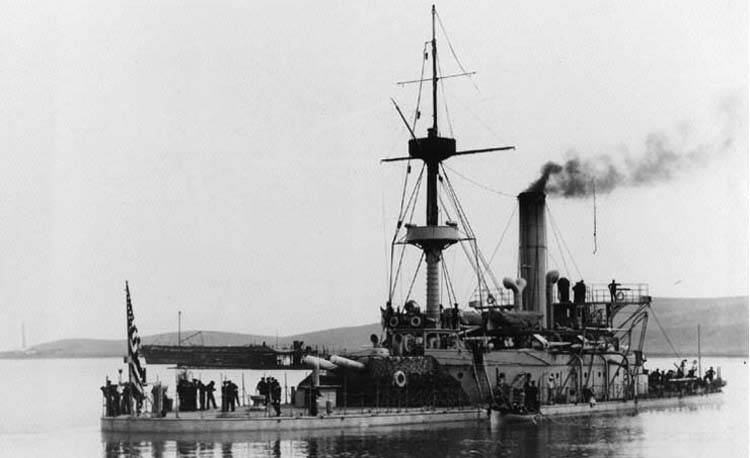

Вступивши у стрій в 1893 році, монітор був призначений для посилення берегової оборони Західного узбережжя і приєднаний до Тихоокеанської ескадри. Базуючись на верфі Мер-Айленд в Сан-Франциско, перші п'ять років монітор проводив в інтенсивних навчаннях і тренуваннях, кожну весну вирушаючи на північ у штат Вашингтон для артилерійської практики. У квітні-серпні 1895 року корабель здійснив тривалий демонстраційний круїз уздовж узбережжя Південної Америки, зробивши візити в Акапулько, Панаму і Кальяо (Перу), з метою продемонструвати відродження могутності флоту Сполучених Штатів.
На початку іспано-американської війни «Монтерей» був терміново направлений на Філіппіни. Хоча до цього моменту іспанське з'єднання було вже розгромлено в Манільській бухті, американське командування побоювалося спроб іспанців контратакувати на Філіппінах. Завдяки Суецькому каналу іспанці могли значно швидше доставляти підкріплення на Тихий Океан, ніж американці — навколо Південної Америки з Атлантичного узбережжя. Іспанський флот, незважаючи на поразки, все ще не застосував свої найсильніші кораблі — броненосець II-го рангу «Пелайо» і броненосний крейсер «Эмперадор Карлос V». Командувач американської ескадрою на Філіппінах адмірал Дьюї вважав, що його невеликі кораблі неспроможні протистояти іспанцям без підтримки моніторів. Передбачалося, що «Монтерей» і «Монаднок» стануть достатньою відповіддю іспанцям у прибережних водах. Перевірити це на практиці не вдалося, так як в липні 1898 року іспанська ескадра, що рухалася до Філіппін та вже пройшла Суец, повернула назад.
Прибувши на Філіппіни в серпні 1898 року (подолавши для цього, хоча і не без труднощів, Тихий океан), «Монтерей» приєднався до ескадрі Дьюї і використовувався для обстрілу іспанських укріплень на узбережжі. Він залишався на Філіппінах до 1900 року, після чого вирушив на ремонт до Гонконгу. Там котли корабля були замінені, і аж до 1903 року він служив в китайських водах, захищаючи інтереси і безпеку американських громадян.
У 1903 році старий монітор був виведений в резерв у Кавите. Однак, в 1907 році «Монтерей» знову укомплектували для служби, і аж до 1913 року він ніс службу у водах Філіппін. У 1913 році корабель знову був виведений в резерв, але повернутий на службу в 1914 році, в зв'язку з початком Першої Світової Війни і побоюваннями США через можливі порушення їх нейтралітету. До 1917 року корабель охороняв Філіппіни від можливого нападу. У листопаді 1917 року монітор перевели в Гонолулу і використовували для охорони порту, а потім як базу субмарин. Списаний у 1922 році.

## Оцінка проекту
Як монітор, «Монтерей» втілював всі переваги і недоліки свого класу: він був добре захищеним, низькобортним, маловразливим кораблем, озброєним дуже потужною для відносно невеликих розмірів артилерією, і являв собою стабільну артилерійську платформу. У той же час, він був тихим, його морехідність була обмежена, низько розташовані гармати не діяли в свіжу погоду, а запас живучості був дуже малий.
Для виконання своєї основної функції — охорони берегів та захисту гаваней, «Монтерей» підходив досить добре, так як у спокійних прибережних водах його обмежена мореходність не створювала серйозних проблем. Наявність двох головних калібрів також не було проблемою, так як монітори не створювалися для бою у відкритому морі. Оригінальне конструкторське рішення — наявність баластних цистерн для зменшення висоти надводного борту перед боєм — було добре в теорії, але на практиці лише посилювало недоліки корабля, незначно посилюючи і без того потужний захист.
У цілому «Монтерей» був вдалим кораблем свого класу. Однак сам клас моніторів класичної конструкції застарів у зв'язку з збільшенням дистанцій морського бою. За таких умов траєкторія снарядів була більш навісна і вони вражали палубу, що знижувало переваги низького надводного борту.

## Зовнішні посилання
- navsource.org: USS Monterey [Архівовано 17 квітня 2019 у Wayback Machine.]
- The Spahish-American War: USS Monterey [Архівовано 25 березня 2019 у Wayback Machine.]  [Архівовано 25 березня 2019 у Wayback Machine.]
- US BATTLESHIP DEVELOPMENT